# Trevor Kschammer
Trevor Kschammer (25 de junio de 1944) es un deportista australiano que compitió en judo. Ganó dos medallas en el Campeonato de Oceanía de Judo en los años 1973 y 1977.

## Palmarés internacional
| Campeonato de Oceanía | Campeonato de Oceanía | Campeonato de Oceanía | Campeonato de Oceanía |
| Año                   | Lugar                 | Medalla               | Categoría             |
| --------------------- | --------------------- | --------------------- | --------------------- |
| 1973                  | Sídney (Australia)    | Medalla de bronce     | –93 kg                |
| 1977                  | Melbourne (Australia) | Medalla de oro        | –86 kg                |